# Grujinci
Grujinci (izvirno srbsko Грујинци; bolgarsko Груинци) je naselje v Srbiji, ki upravno spada pod Občino Bosilegrad; slednja pa je del Pčinjskega upravnega okraja.

## Demografija
V naselju živi 90 polnoletnih prebivalcev, pri čemer je njihova povprečna starost 63,4 let (60,0 pri moških in 66,6 pri ženskah). Naselje ima 49 gospodinjstev, pri čemer je povprečno število članov na gospodinjstvo 1,86.
To naselje je v glavnem bolgarsko (glede na popis iz leta 2002).
|  |

| Demografija | Demografija     | Demografija     |
| Leto        | Št. prebivalcev | Št. prebivalcev |
| ----------- | --------------- | --------------- |
|             |                 |                 |
|             |                 |                 |
|             |                 |                 |
|             |                 |                 |
| 1948        | 474             |                 |
| 1953        | 486             |                 |
| 1961        | 416             |                 |
| 1971        | 343             |                 |
| 1981        | 249             |                 |
| 1991        | 160             | 160             |
| 2002        | 91              | 93              |
|             |                 |                 |

| Etnična sestava po popisu iz leta 2002 | Etnična sestava po popisu iz leta 2002 | Etnična sestava po popisu iz leta 2002 | Etnična sestava po popisu iz leta 2002 | Etnična sestava po popisu iz leta 2002 |
| -------------------------------------- | -------------------------------------- | -------------------------------------- | -------------------------------------- | -------------------------------------- |
| Bolgari                                | Bolgari                                |                                        | 90                                     | 96,77%                                 |
| Ukrajinci                              | Ukrajinci                              |                                        | 2                                      | 2,15%                                  |
| Neznano                                | Neznano                                |                                        | 0                                      | 0,0%                                   |

### Значајни људи
- Емануил Попдимитров, бугарски песник